# Potasznia (Gorce)
Potasznia – polana w Gorcach, położona tuż poniżej ujścia potoku Rostoka do Koniny. W literaturze można także spotkać nazwę Potaśnia. Mimo że jest ona używana przez miejscowych, jest najprawdopodobniej błędną nazwą powstającą na skutek mazurzenia w gwarze zagórzańskiej. Nieduża polana zajmuje płaskie w tym miejscu koryto potoku Konina i wschodnie, dość strome podnóża Turbaczyka. Z polany dość ładny widok na stok Mostownicy i głębokie jary potoków Konina i Roztoka po obu jego stronach.
Nazwa polany pochodzi od tego, że dawniej, na przełomie XVIII i XIX w., istniała tutaj wytwórnia potażu (potażownia lub potażnia). Otrzymywano go z pozyskiwanego w Gorcach drzewa, a zużywano głównie do produkcji szkła w miejscowej fabryce. Sprzedawano jedynie nadwyżki. Zarówno potażnia, jak i fabryka szkła były własnością dworu w Porębie Wielkiej. Obecnie na polanie znajduje się leśniczówka Obwodu Ochronnego Kudłoń, zbudowana na miejscu dawnej gajówki, zniszczonej przez hitlerowców w czasie II wojny światowej.
Potasznia jest dobrą bazą wypadową do uprawiania turystyki. Nie prowadzi tędy żaden szlak turystyczny, ale dochodzi droga jezdna i jest przy niej parking samochodowy. Na polanie rozpoczyna się ścieżka edukacyjna „Dolina potoku Turbacz” prowadząca wzdłuż koryta potoku Rostoka i okrężnie stokami Turbaczyka do Oberówki. Między Huciskiem a Potasznią znajdują się również liczne ścieżki konne rowerowe i spacerowe.
Polana znajduje się już na obszarze Gorczańskiego Parku Narodowego, w granicach wsi Konina, w województwie małopolskim, w powiecie limanowskim, w gminie Niedźwiedź.

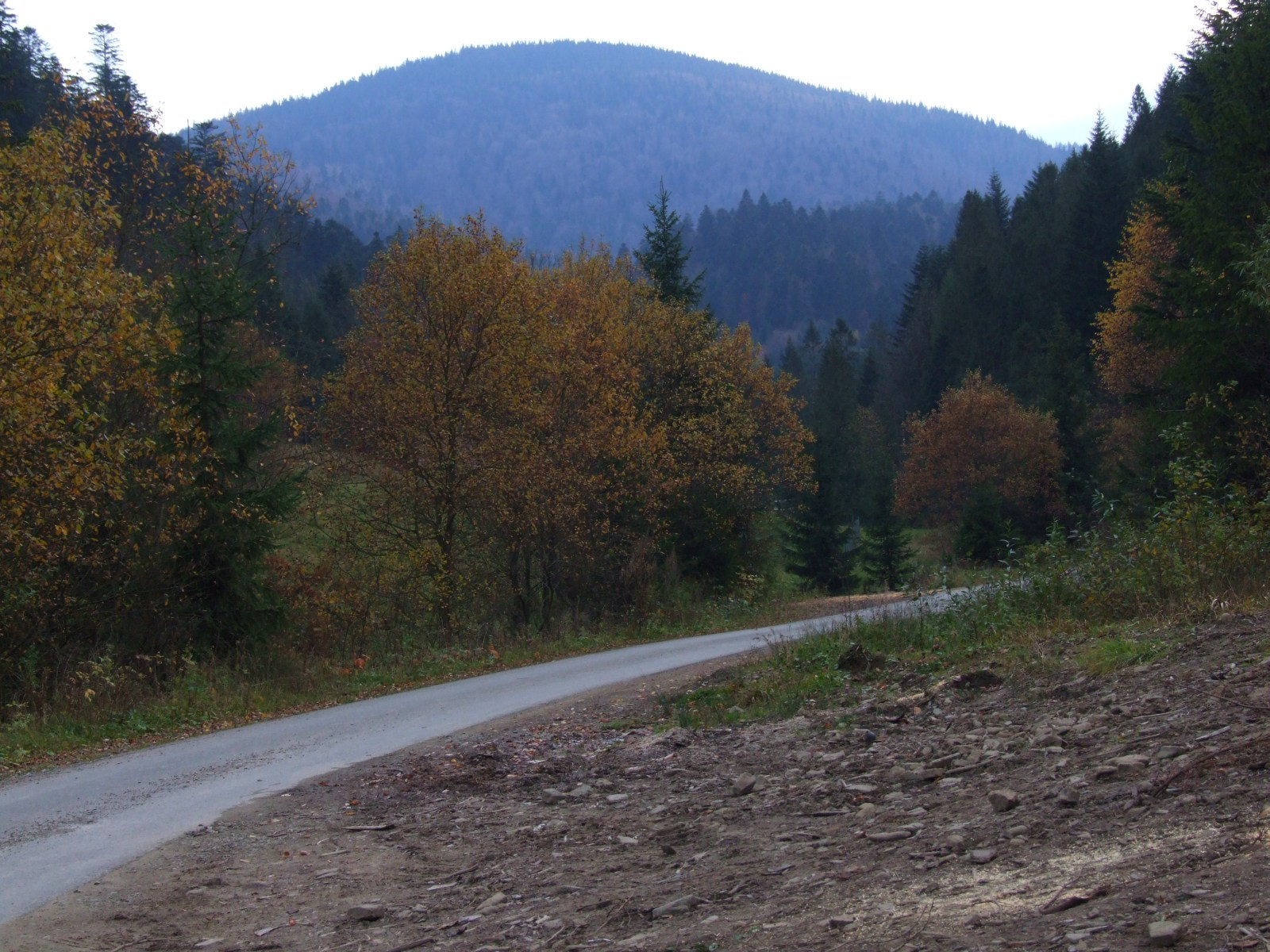
Potasznia i widok na Mostownicę